# St. Maria Magdalena (Hamburg-Osdorf)

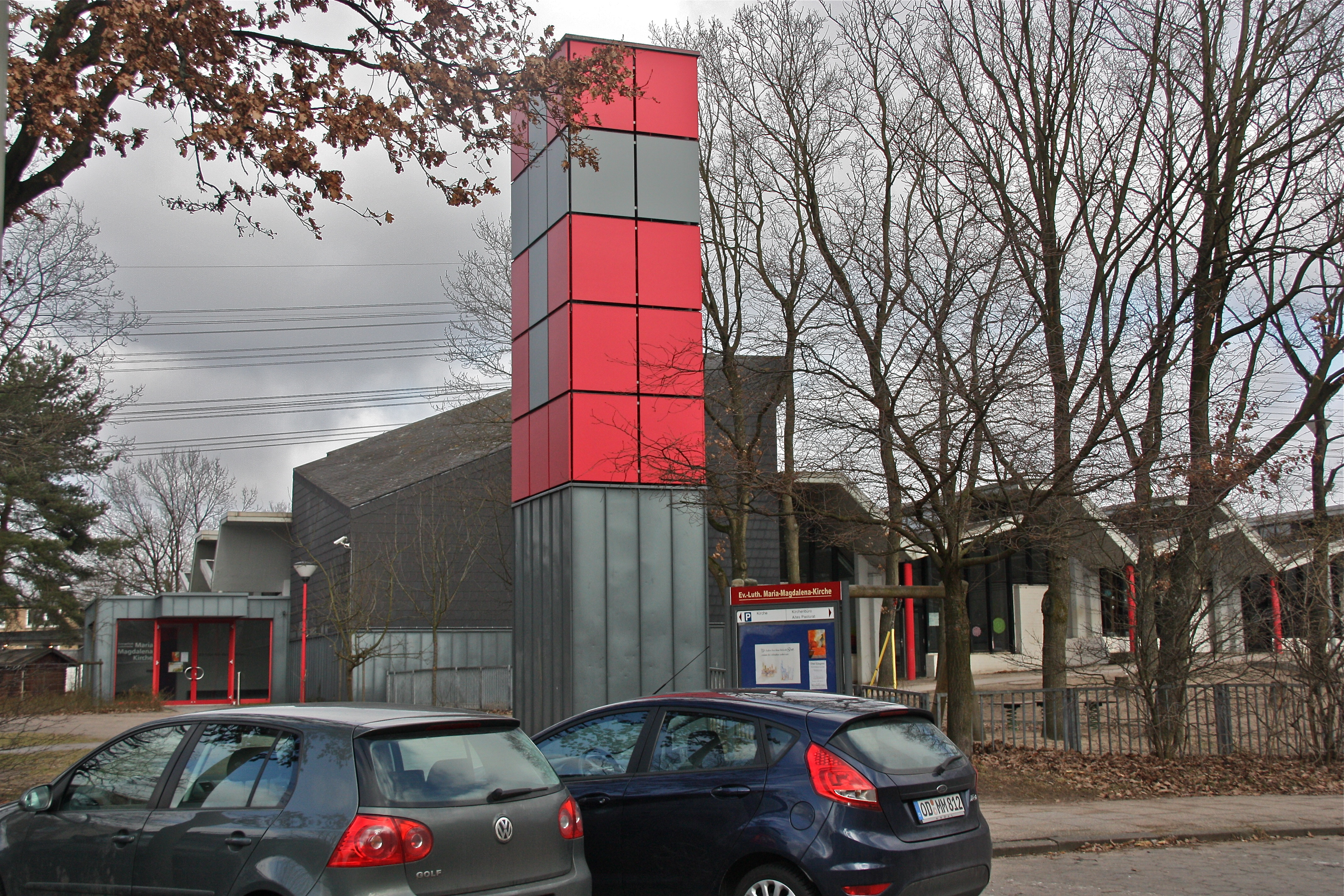
Maria-Magdalena-Kirche

St. Maria Magdalena ist eine Kirche in Hamburg-Osdorf am Osdorfer Born in der Straße Achtern Born 127. Sie steht unter Denkmalschutz.

## Lage und Geschichte
Die Kirche mit ihrem Gemeindezentrum wurde bis 1972 erbaut. Der Entwurf stammt von den Architekten Klaus Nickels und Timm Ohrt. 1973 wurde der Entwurf von der Auswahlkommission der Baubehörde der Freien und Hansestadt Hamburg als vorbildlich ausgezeichnet. In einem Teilbereich des Gebäudes des Gemeindezentrums befindet sich heute das Klick Kindermuseum. Die Gebäude befinden sich unmittelbar am örtlichen Einkaufszentrum Born Center, dem Zentrum des Osdorfer Borns.
Bereits seit 1964 hatte sich die Kirchengemeinde St. Simeon Alt-Osdorf um den Erwerb eines Grundstückes am Osdorfer Born bemüht. Am 27. Januar 1968 konnte ein erster Kirchenpavillon eingeweiht werden. Zum 1. Januar 1971 wurde der Osdorfer Born zu einer eigenen Gemeinde. Am 14. Mai 1971 war Richtfest des Gebäudes. Weihnachten 1971 wurde bereits im Gemeindezentrum gefeiert. 
Am 24. Juli 1990 wurde das Kirchenschiff und die Innenräume durch ein Feuer zerstört, anschließend aber wiederhergestellt. Der Schaden betrug 400.000 D-Mark. 2003/2004 wurde ein Glockenturm zusätzlich erbaut, dessen Glocken am 11. April 2004 geweiht wurden. Zu diesem Datum wurde auch der Name der Gemeinde von Kirchengemeinde Osdorfer Born nach der biblischen Figur Maria Magdalena in Ev.-Luth. Maria-Magdalena-Kirchengemeinde und der Name der Kirche in Maria-Magdalena-Kirche geändert. Beginnend im Juni 2007 wurde auch das Umfeld neugestaltet.